# Det susar i säven
Det susar i säven (engelsk originaltitel: The Wind in the Willows) är en barnbok utgiven 1908, skriven av Kenneth Grahame med illustrationer av bland andra Ernest H. Shepard (1931) och Arthur Rackham (1940). Boken handlar om den poetiske Mullvaden, den modige Vattenråttan, den skrytsamme och själviske Paddan, den barske Grävlingen och de elaka vesslorna, som intar och bosätter sig på Paddeborg sedan Padda satts i fängelse efter alltför aggressiv bilkörning. Vesslorna jagas emellertid bort och Padda kan åter inrätta sig som slottsherre. Inte minst i skildringen av bilentusiasten Padda märks Grahames samhällssatir och drift med den moderna tiderna. 
Den svenska översättningen av Signe Hallström utkom 1932.

## Adaptioner
Boken har överförts till en stop motion-animerad film och TV-serie, en film med skådespelare (1996), en franskproducerad tecknad serie (1996–2003), givit upphov till datorspel samt genererat mängder av leksaker. Walt Disney filmatiserade boken som ett inslag i antologifilmen The Adventures of Ichabod and Mr Toad.

## Boken i populärkulturen
- Pink Floyds första album The Piper at the Gates of Dawn (1967) döptes efter kapitlet "Flöjtblåsaren vid morgonrodnadens portar" i boken, som handlar om ett förunderligt möte i gryningen med naturanden Pan.
- Den svenska artisten Olle Ljungström refererar till boken i sin låt "Kastrull" (som finns på hans album Sju) med textraden: "Det susar i säven / allt har sparats i näven."